# اللغة الإغريقية
اللغة الإغريقية تشمل أنواع من اللغة اليونانية التي كانت تُستخدم في اليونان القديمة والعالم القديم في حدود القرن التاسع قبل الميلاد إلى القرن السادس ميلاديًا. تنقسم اللغة الإغريقية إلى لغة عصر اليونان العتيق (القرن التاسع إلى السادس قبل الميلاد) ولغة عصر اليونان الكلاسيكي (القرن الخامس والرابع قبل الميلاد) ولغة العصر الهلينستي أو اليونانية العامية المختلطة (القرن الثالث قبل الميلاد إلى القرن الرابع ميلاديًا). سُبقت اللغة الإغريقية في الألفية الثانية قبل الميلاد بالميسانينية اليونانية وتلاها يونانية العصور الوسطى.
تعتبر اليونانية العامية المختلطة مرحلة منفصلة من التاريخ على الرغم من أنها في أشكالها الأولى شابهت اليونانية العتيقة وأشكالها اللاحقة مثل يونانية العصور الوسطى. قبل فترة العامية اليونانية المختلطة شملت اليونانية الكلاسيكية واليونانية الأولى لهجات محلية مختلفة.
كانت اللغة الإغريقية لغة هوميروس ومؤرخي القرن الخامس قبل الميلاد في أثينا وكتّاب المسرحيات والفلاسفة. ساهمت اللغة الإغريقية بالعديد من المفردات في اللغة الإنجليزية كما كانت موضوع الدراسة الرئيسي في المعاهد الدراسية في العالم الغربي منذ عصر النهضة.

## اللهجات

بداية الأوديسة لهوميروس

كانت اللغة الإغريقية لغة مركزية تنقسم إلى عدة لهجات. كانت مجموعة اللهجات الرئيسية هي اليونانية العتيقة واليونانية الأيونيكية واليونانية الأيوليكية واليونانية الأركادوسربتية واليونانية الدوريكية كما انقسم العديد منهم إلى لهجات أصغر. توجد بعض اللهجات في أشكال أدبية موحدة والتي تستخدم في الأدب بينما توثق بعض اللهجات الأخرى فقط في النقوش والكتابات.
هناك أيضا العديد من الأشكال التاريخية. يونانية هوميروس هي شكل أدبي من اليونانية العتيقة (مشتقة في الأساس من اليونانية الأيونيكية واليونانية الأيوليكية) المستخدمة في ملحمات الشعر «الإلياذة» و«الأوديسة» وفي أشعار لاحقة بواسطة شعراء آخرين. كانت يونانية هوميروس مختلفة اختلافات كبيرة في القواعد والنطق عن اليونانية الكلاسيكية واللهجات الأخرى في الفترة الكلاسيكية.

### التاريخ
الأصل والأشكال الأولى وتطور عائلة اللغة الهلنستية غير مفهومين بشكل كامل بسبب عدم توافر الأدلة المعاصرة. توجد العديد من النظريات حول مجموعة اللهجات الهلنستية والتي قد تكون تواجدت بين تفرعات اللغات اليونانية الأولى من اللغات الهندية الأوروبية البدائية والفترة الكلاسيكية. تمتلك هذه اللغات نفس الخطوط العريضة ولكنهم يختلفون في التفاصيل. اللهجة الموثقة الوحيدة من هذه الفترة هي اليونانية الميسانينية، إلا أن علاقتها باللهجات التاريخية والظروف التاريخية لهذه الأوقات توحي بأن المجموعة الكلية كانت موجودة بشكل ما.
يفترض الباحثون أن مجموعة اللهجات الأساسية لفترة اللغة الإغريقية قد تطورت قبل عام 1120 قبل الميلاد في فترة الغزو الدُوري وأن ظهورهم الأول ككتابة أبجدية دقيقة كانت في القرن الثامن قبل الميلاد. لن يكون الغزو دُوريا ما لم يمتلك الغزاة بعض العلاقات الثقافية مع الدوريين. من المعروف أن الغزو أزاح وهجر السكان للمناطق الأتيكية الأيونيكية والذين اعتبروا أنفسهم أحفاد السكان الذين أزيحوا أو منافسي الدوريين.
اعتقد الإغريق في هذه الفترة بوجود ثلاثة أنواع من الشعوب الإغريقية: الدوريون والأيوليون والأيونيون (بما فيهم الأثينيون) ولكل منهم لهجته الخاصة والمميزة. ما سمح لهم بمراقبة الأركادية -وهي لهجة جبلية غامضة والقبرصية وهما لهجتان بعيدتان عن الدراسة الإغريقية- هو أن تقسيم الشعوب واللغات مشابه تقريبا إلى نتائج البحوث والدراسات اللغوية الحديثة.
| المجموعة الغربية: الدوريكية السليمة الدوريكية الشمال غربية الدوريكية الآخاياية | المجموعة الوسطى: الأيوليكية الأركادوقبرصية | المجموعة الشرقية: الأتيكية الأيونية |
|                                                                                |                                            |                                     |

أحد الصيغ الأساسية لهذه اللهجات هي:
- المجموعة الغربية
  - اليونانية الشمال غربية
  - الدوريكية
- المجموعة الأيوليكية
  - الأيوليكية الإيجية
  - الثيسالية
  - البواتية
- المجموعة الأيونيكية الأتيكية
  - الأتيكية
  - الأيونية الأسيوية
- اليونانية الأركادوقبرصية
  - الأركادية
  - القبرصية

توزيع اللهجات الإغريقية في اليونان خلال الفترة الكلاسيكية

اللهجات الغربية ضد اللهجات غير الغربية وهو من أوائل وأقوى التقسيمات، حيث يقع في جانب اللغات الغير غربية الأيونيكية الأتيكية والأيوليكية ضد الأركاقبرصية. غالبا ما يطلق على اللهجات غير الغربية اسم الإغريقية الشرقية.
اللهجة الأركاقبرصية على ما يبدو تنحدر من الإغريقية الميسانية من العصر البرونزي.
وقعت لهجة البواتيين تحت تأثير كبير من الإغريقية الشمالية الغربية، كما يمكن أن تعتبر إلى حد ما لهجة انتقالية، كما وقعت الثيسالية تحت تأثير الإغريقية الشمالية الغربية ولكن بدرجة أقل.
الإغريقية البمفالية والتي وقعت في منطقة صغيرة في الساحل الجنوبي الغربي للأناضول والمحفوظة بصورة قليلة في النقوش تعتبر أيضا مجموعة خامسة من اللهجات أو يمكن اعتبارها إغريقية ميسينية متأثرة باللهجة الدورية مع تأثير أجنبي غير إغريقي.
معظم مجموعات اللهجات المذكورة سابقا لها تفرعات أخرى والتي كانت مرتبطة بالمدينة أو بالمنطقة المجاورة أو الجزيرة. الدوريكية خاصة لها العديد من التفرعات المتوسطة والتي كانت موجودة في جزيرة دوريكية وجنوب دورية (وتشمل لهجة سبارطة ولاكونيا) وشمال دورية (وتشمل كورنثيان).
كانت لهجة لسبوس هي الإغريقية الأيولية.
كانت كل مجموعات اللهجات تمثل بواسطة المستعمرات خارج اليونان أيضا وهذه المستعمرات بشكل عام اكتسبت صفات محلية غالبا تحت تأثير سكان المستعمرات أو الجيران الذين يتحدثون لهجات يونانية مختلفة.
اللهجات خارج المجموعة الأيونيكية كانت معروفة بشكل رئيسي من النقوش إلا أن الاستثناءات المهمة هي:
- أجزاء من أعمال الشاعر صافو من جزر لسبوس في الأيوليين
- قصائد شاعر بيوتيا بندار والقصائد الأخرى الشعبية غالبا في دوريك

بعد غزوات الإسكندر الأكبر في أواخر القرن الرابع قبل الميلاد ظهرت لهجة عالمية أخرى تعرف باسم الكوينية أو اليونانية العامية المختلطة والتي اعتمدت بشكل كبير على اليونانية العتيقة ولكن مع تأثيرات من لهجات أخرى. هذه اللهجة استبدلت ببطء معظم اللهجات القديمة على الرغم من بقاء لهجة الدوريك في صورة اللغة التاسكونية والتي كانت موجودة في منطقة سبارطة الحديثة. اللهجة الدوريكية أيضا مررت نهايات الأفعال الأورستية إلى معظم الأفعال في الإغريقية الديموطيقية. بحلول القرن السادس الميلادي تحولت اليونانية العامية المختلطة ببطء إلى يونانية العصور الوسطى.

### لغات أو لهجات مرتبطة
كانت المقدونية القديمة لغة هندو أوروبية قريبة من اليونانية إلا أن علاقتها الدقيقة غير واضحة بسبب نقص البيانات وإن كانت غالبا لهجة من اليونانية أو لغة ذات تفرع مشترك مع اليونانية وربما مرتبطة بشكل ما مع اللغة الثراسية ولغة فريجية. اللهجة (أو اللغة) المقدونية تم استبدالها باليونانية العتيقة في الفترة الهلنستية.

## الفونولوجيا

### الاختلافات عن اللغة الهندية الأوروبية البدائية
تختلف اللغة الإغريقية عن اللغة الهندية الأوروبية البدائية واللغات الهندو أوروبية الأخرى في عدة صفات. في الفونولوجيا نجد أن كلمات اللغة الإغريقية تنتهي فقط بحرف متحرك أو/n s r/ حيث فُقدت الحروف الوقفية كما في γάλα (لبن) مقارنة بكلمة γάλακτος «من اللبن» (مجرور). اختلفت اللغة الإغريقية أيضا عن العصور الكلاسيكية في المخزون الصوتي:
- تحول حرف s في اللغة الهندية الأوروبية البدائية ليصبح /h/ في بداية الكلمة: باللاتينية sex وبالإنجليزية six وبالإغريقية ἕξ /héks/.
- تم إسقاط حرف s في اللغة الهندية الأوروبية البدائية بين حرفين متحركين بعد خطوة متوسطة من تحوله: بالسنسكريتية janasas وباللاتينية generis وباليونانية genesos ثم genehos وبالإغريقية γένεος(/géneos/).
- تحول حرف /j/ ليصبح /h/ مثل: بالسنسكريتية yas، وبالإغريقية ὅς /hós/ (الذي).
- تواجد حرف w في المقدونية اليونانية وبعض اللهجات الأتيكية لكنه فُقد في اللغة الإغريقية: بالدوريكية ϝέργον /wérgon/، بالإنجليزية work، بالأتيكية الإغريقية ἔργον /érgon/.

### المخزون الصوتي
كان نطق اللغة الإغريقية مختلفا تماما عن اليونانية الحديثة حيث كان في اللغة الإغريقية حروف متحركة طويلة وقصيرة والعديد من الحروف الساكنة المزدوجة والمنفردة وحروف التوقف الصوتية ومنعدمة الصوت. في اليونانية الحديثة كل الحروف المتحركة والساكنة هي حروف قصيرة.

#### الحروف الساكنة
|         |         | شفتاني                                              | أسناني                                              | طبقي                                                  | حنجرة                                              |
| ------- | ------- | --------------------------------------------------- | --------------------------------------------------- | ----------------------------------------------------- | -------------------------------------------------- |
| أنفي    | أنفي    | μ Error using {{IPA symbol}}: "م" not found in list | ν Error using {{IPA symbol}}: "ن" not found in list | γ (Error using {{IPA symbol}}: "ڭ" not found in list) |                                                    |
| انفجاري | جهر     | β Error using {{IPA symbol}}: "ب" not found in list | δ Error using {{IPA symbol}}: "د" not found in list | γ Error using {{IPA symbol}}: "گ" not found in list   |                                                    |
| انفجاري | همس     | π Error using {{IPA symbol}}: "ب" not found in list | τ Error using {{IPA symbol}}: "ف" not found in list | κ Error using {{IPA symbol}}: "ك" not found in list   |                                                    |
| انفجاري | زفر     | φ ‎pʰ‏                                                | θ ‎tʰ‏                                                | χ ‎kʰ‏                                                  |                                                    |
| احتكاكي | احتكاكي |                                                     | σ Error using {{IPA symbol}}: "س" not found in list |                                                       | Error using {{IPA symbol}}: "هـ" not found in list |
| اهتزازي | اهتزازي |                                                     | ρ Error using {{IPA symbol}}: "ر" not found in list |                                                       |                                                    |
| جانبي   | جانبي   |                                                     | λ Error using {{IPA symbol}}: "ل" not found in list |                                                       |                                                    |

#### الحروف المتحركة
|             | أمامي                                                  | أمامي                                               | خلفي                                                   |
|             | غير مدور                                               | مدور                                                | خلفي                                                   |
| ----------- | ------------------------------------------------------ | --------------------------------------------------- | ------------------------------------------------------ |
| مغلق        | ι Error using {{IPA symbol}}: "إ" not found in list    | υ Error using {{IPA symbol}}: "ي" not found in list |                                                        |
| متوسط مغلق  | ε ει Error using {{IPA symbol}}: "ي" not found in list |                                                     | ο ου Error using {{IPA symbol}}: "و" not found in list |
| متوسط مفتوح | η Error using {{IPA symbol}}: "گ" not found in list    |                                                     | ω Error using {{IPA symbol}}: "و" not found in list    |
| مفتوح       |                                                        |                                                     | α Error using {{IPA symbol}}: "أ" not found in list    |

## الشكل

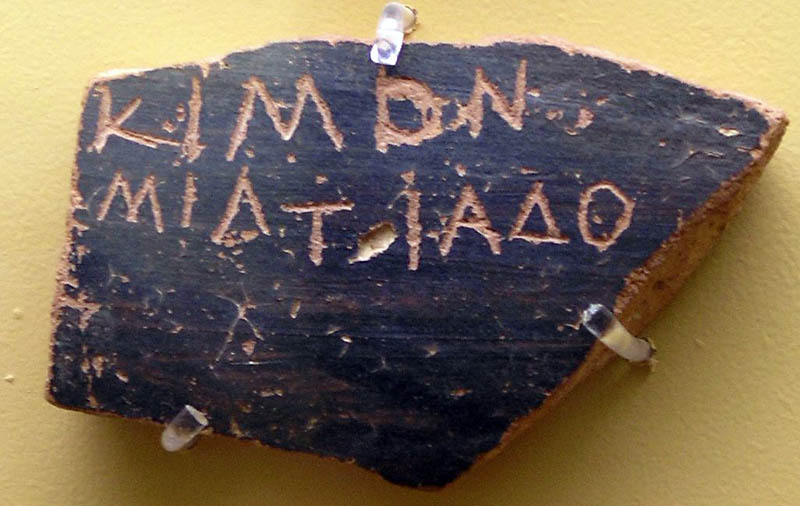
شقفة مرسومة تحمل اسم كيمون، رواق أتالوس

الإغريقية ككل اللغات الهندو أوروبية القديمة هي لغة مصرفة كما تحتوي على محافظة شديدة القدم في الأشكال البروتو هندو أوروبية. في اللغة الإغريقية كان للأسماء خمس حالات إعرابية وثلاثة أجناس (مذكر ومؤنث ومحايد) وثلاثة أعداد (مفرد ومثنى ومذكر)، كما كان للأفعال ثلاثة أشكال (مبني للمعلوم ومتوسط ومبني للمجهول) بالإضافة إلى ثلاثة أشخاص (أول وثاني وثالث) والعديد من الأشكال الأخرى. تًصرف الأفعال عن طريق سبعة مجموعات من الأزمنة: الحاضر والمستقبل والمضارع التام والماضي التام والتام المستمر والمستقبل التام والأمر.

### سابقة الماضي
لتحديد أزمنة الماضي (من الناحية النظرية على الأقل) تتم إضافة السابقة /e-/ والتي يُطلق عليها سابقة الماضي أو حرف المضي. هذه السابقة كانت غالبا كلمة مستقلة والتي كانت تعني شيئا مثل «ثم». السابقة يمكن إضافتها إلى المضارع التام والماضي التام والتام المستمر وليس إلى أي زمن آخر.
نوعي السوابق في اللغة الإغريقية هي سوابق كمية ومقطعية. السوابق المقطعية تضاف إلى جذر الكلمة التي تبدأ بحرف ساكن ببساطة عن طريق إضافة e (ما عدا جذر الكلمة الذي يبدأ بحرف r حيث يضاف er). السوابق الكمية تضاف إلى جذر الكلمة التي تبدأ بحرف متحرك وتصاحب بتطويل للحرف المتحرك:
- a, ā, e, ē إلى ē
- i, ī إلى ī
- o, ō إلى ō
- u, ū إلى ū
- ai إلى ēi
- ei إلى ēi أو ei
- oi إلى ōi
- au إلى ēu أو au
- eu إلى ēu أو eu
- ou إلى ou

بعض الأفعال تضاف لها السوابق بشكل غير منتظم حيث أكثر اختلاف مشهور هو تحول حرف e إلى ei. ومع تتبع أشعار هوميروس نجد أن السوابق لا تضاف أحيانا في الشعر خاصة في الشعر الملحمي.

### المضاعفة
تقريبا كل أشكال المضارع التام والماضي التام والمستقبل التام يتضاعف فيها المقطع الأول من جذر الفعل. هناك ثلاثة أنواع من المضاعفة:
- المضاعفة المقطعية: معظم الأفعال التي تبدأ بحرف متحرك واحد أو مجموعة من حروف التوقف والحروف الساكنة يضاف إليها مقطعا يتكون من المقطع الأصلي متبوعا بحرف e.
- سابقة الماضي: الأفعال التي تبدأ بحرف متحرك بالإضافة إلى الأفعال التي تبدأ بمجموعة من الحروف غير الحروف المذكورة سابقا تتضاعف بنفس طريقة سوابق الماضي.
- المضاعفة الأتيكية: بعض الأفعال التي تبدأ بالحروف a أو e أو o متبوعا بحرف صوتي أو d أو g تتصاعف عن طريق إضافة مقطعا يتكون من الحرف المتحرك الأصلي متبوعا بحرف ساكن وإطالة الحرف المتحرك التالي. من هنا نجد أن er تصبح erēr، وan تصبح anēn، وol تصبح olōl. هذه الصفة غير مقصورة على اللغة الإغريقية بل على كل اللغات الأتيكية.[5]

## نظام الكتابة
أقدم الأمثلة الموجودة للكتابة الإغريقية (تقريبا 1450 قبل الميلاد) موجودة في صورة نص مقطعي بنظام خطي ب. إلا أنه مع بداية القرن الثامن قبل الميلاد أصبحت الأبجدية الإغريقية موحدة وإن كان هناك بعض الاختلافات بين اللهجات. النصوص الأولى مكتوبة بطريقة نمط البطرفة إلا أن اتجاه الكتابة من اليسار إلى اليمين أصبح موحدا ورسميا أثناء الفترة الكلاسيكية. الإصدارات الحديثة من النصوص الإغريقية عادة ما تُكتب بالشكلات الإغريقية والمسافات بين الكلمات وعلامات الترقيم الحديثة وأحيانا تُخلط الحالات الإعرابية إلا أن كل هذا لم يُدخل إلا حديثا.

## عينات من النصوص
تعطي بداية الإلياذة لهوميروس مثالا للفترة القديمة للغة الإغريقية:
«Μῆνιν ἄειδε, θεά, Πηληϊάδεω Ἀχιλῆος

οὐλομένην, ἣ μυρί’ Ἀχαιοῖς ἄλγε’ ἔθηκε,

πολλὰς δ’ ἰφθίμους ψυχὰς Ἄϊδι προΐαψεν

ἡρώων, αὐτοὺς δὲ ἑλώρια τεῦχε κύνεσσιν

οἰωνοῖσί τε πᾶσι· Διὸς δ’ ἐτελείετο βουλή·

ἐξ οὗ δὴ τὰ πρῶτα διαστήτην ἐρίσαντε

Ἀτρεΐδης τε ἄναξ ἀνδρῶν καὶ δῖος Ἀχιλλεύς.»
تعطي بداية دفاع سقراط لأفلاطون مثالا للغة الإغريقية الأتيكية من الفترة الكلاسيكية للغة الإغريقية:
«Ὅτι μὲν ὑμεῖς, ὦ ἄνδρες Ἀθηναῖοι, πεπόνθατε ὑπὸ τῶν ἐμῶν κατηγόρων, οὐκ οἶδα· ἐγὼ δ' οὖν καὶ αὐτὸς ὑπ' αὐτῶν ὀλίγου ἐμαυτοῦ ἐπελαθόμην, οὕτω πιθανῶς ἔλεγον. Καίτοι ἀληθές γε ὡς ἔπος εἰπεῖν οὐδὲν εἰρήκασιν.»
وباستخدام الألفبائية الصوتية الدولية:
‎[hóti men hyːmêːs | ɔ̂ː ándres atʰɛːnaî̯i̯oi | pepóntʰate | hypo tɔ̂ːn emɔ̂ːŋ katɛːɡórɔːn | uːk oî̯da ‖ éɡɔː dûːŋ kai̯ au̯tos | hyp au̯tɔ̂ːn olíɡuː emau̯tûː | epelatʰómɛːn | hǔːtɔː pitʰanɔ̂ːs éleɡon ‖ kaí̯toi̯ alɛːtʰéz ɡe | hɔːs épos eːpêːn | uːden eːrɛ̌ːkaːsin ‖]‏
وباستخدام النسخ الصوتي إلى الحروف اللاتينية باستخدام إصدار حديث لطريقة إيرازمين:
Hóti mèn hūmeîs, ô ándres Athēnaîoi, pepónthate hupò tôn emôn katēgórōn, ouk oîda: egṑ d' oûn kaì autòs hup' autōn olígou emautoû epelathómēn, hoútō pithanôs élegon. Kaítoi alēthés ge hōs épos eipeîn oudèn eirḗkāsin.
ترجمة النص إلى العربية:

## الاستخدام حديثا
احتلت دراسة اللغة الإغريقية في البلاد الأوروبية بالإضافة إلى اللاتينية مكانة هامة في المناهج الدراسية منذ عصر النهضة وحتى بداية القرن العشرين. اللغة الإغريقية لا تزال تدرس سواء بشكل إلزامي أو كمادة اختياري خاصة في المدارس التقليدية أو مدارس النخبة في أنحاء أوروبا كالمدراس العامة أو مدارس النحو في المملكة المتحدة. دراسة اللغة الإغريقية إلزامية في ليتشيو كلاسيكو في إيطاليا وهي أقدم مدرسة ثانوية عامة في إيطاليا وفي الجيمنيزيوم في هولندا وفي بعض الفصول في النمسا، وفي كرواتيا في klasična gimnazija وفي الدراسات الكلاسيكية في بلجيكا، واختياريه في الجيمنيزيوم لدراسة الإنسانيات في ألمانيا (عادة كلغة ثالثة بعد اللاتينية والإنجليزية من عمر 14 إلى 18). في عام 2006-2007 درس 15000 طالب اللغة الإغريقية في ألمانيا طبقا لمكتب الإحصاء الاتحادي في ألمانيا، كما درس 280000 طالب اللغة الإغريقية في إيطاليا. دراسة الإغريقية اختيارية بجانب اللاتينية في فرع الإنسانيات في المقرر الأسباني. تدرس اللغة الإغريقية أيضا في الكثير من الجامعات الكبيرة حول العالم غالبا مع اللغة اللاتينية كجزء من دراسة الكلاسيكيات. كما أنها سوف تدرس في الفصول الابتدائية في المملكة المتحدة لتعزيز مهارات الأطفال اللغوية وقد أدرجت كلغة أجنبية للطلاب في كل المدارس الابتدائية من عام 2014 كجزء من خطة كبيرة لتعزيز أساسيات التعليم مع اللاتينية والماندرينية الصينية والفرنسية والألمانية والإسبانية والإيطالية. تُدرس اللغة الإغريقية أيضا كمادة إجبارية في الجيمنيزيوم والليسيوم في اليونان.
نادرا ما يكتب الكتّاب المعاصرون باللغة الإغريقية على الرغم من أن يان كريسالدو كتب بعض الشعر والنثر بها، كما تم ترجمة رواية هاري بوتر وحجر الفيلسوف وبعض أجزاء أستريكس إلى اللغة الإغريقية. Ὀνόματα Kεχιασμένα (أونوماتا كيشيامينا) هي أول مجلة للألغاز والكلمات المتقاطعة تصدر باللغة الإغريقية. ظهرت المجلة لأول مرة في أبريل 2015 كمرفق مع هيبدومادا إينيجماتوم. أصدر ألفريد رالفس مقدمة كتاريخ قصير لنص السبعونية والتي ترجمت إلى اللغة الإغريقية في إصدار 1935 للسبعونية.
تستخدم اللغة الإغريقية أيضا بواسطة المؤسسات والأفراد خاصة اليونانيين والذين يقصدون بذلك إظهار احترامهم وإعجابهم أو كمرجع لاستخدام اللغة. هذا الاستخدام عادة ما يعتبر جماليا أو قوميا أو مرحا. في جميع الحالات فإن حقيقة قدرة متحدثي اليونانية الحديثة على الفهم الجزئي أو الكلي للنصوص المكتوبة بالأشكال الغير عتيقة للغة الإغريقية تظهر انجذاب اللغة اليونانية الحديثة من سابقتها.
يوجد مجتمع منعزل قرب طرابزون في تركيا وهي منطقة حيث يتحدثون اليونانية البنطية، وعلى ما يبدو فإنهم يتحدثون تفرعا من اليونانية والذي يشابه اللغة الإغريقية هيكليا وفي المفردات وهو شئ لا يوجد في باقي تفرعات اللغة اليونانية. لا يتحدث هذه اللغة سوى 5000 شخص إلا أن علماء اللغة يعتبرونها أقرب اللغات إلى اللغة الإغريقية.
عادة ما تستخدم اللغة الإغريقية في صك العملة في العمليات التقنية في معظم اللغات الأوروبية. الأشكال المحولة إلى اللاتينية من جذور اللغة الإغريقية تستخدم في العديد من الأسماء العلمية وأسماء الأجناس وفي العديد من المصطلحات العلمية.

## روابط خارجية
- دروس في الإغريقية (دروس عن طريق مركز بحوث اللغويات في أوستن)
- مصادر إغريقية – قواميس وقواعد نحوية ومكتبات وخطوط إلخ.
- ألفيوس – إضافة للمتصفح
- بيانات كبيرة عن اللغة الإغريقية
- والمفردات الأساسية  (Swadesh list appendix)
- Chisholm, Hugh, ed. (1911). "اللغة اليونانية" . Encyclopædia Britannica (بالإنجليزية) (11th ed.).
- سالفونيك - محرر اللغة الإغريقية

.

### تعلم القواعد
- قواعد اللغة الإغريقية بطريقة مكثفة
- قراءة في الكتب القديمة
- قواميس بيرسيوس الإغريقية
- – معلومات عن تاريخ اللغة الإغريقية والتطبيق على اللغات الحديثة
- دروس مجانية في اللغة الإغريقية
- مجموعة مواقع عن اللغة الإغريقية
- دروس لغة إغريقية – مركز باركلاي للغات دامعة كاليفورنيا
- دروس في اللغة الإغريقية
- العهد الجديد بالإغريقية
- أكروبوليس لأخبار العالم – ملخص لأخبار العالم الحديثة بالإغريقية جامعة سانت أندرو

### نصوص كلاسيكية
- بيرسيوس: مواد لغة إغريقية
- نصوص إغريقية